# Список эпизодов телесериала «Война Фойла»
Список серий детективного телесериала «Война Фойла», создателем которого выступил продюсер и сценарист Энтони Горовиц. Снят для телеканала «Ай-ти-ви» (Великобритания).

## Обзор сезонов
| Сезон | Сезон       | Эпизоды | Оригинальная дата показа | Оригинальная дата показа | Время действия             | Время действия |
| Сезон | Сезон       | Эпизоды | Премьера сезона          | Финал сезона             | Время действия             | Время действия |
| ----- | ----------- | ------- | ------------------------ | ------------------------ | -------------------------- | -------------- |
|       | 1           | 4       | 27 ноября 2002           | 17 ноября 2002           | май — август 1940          |                |
|       | 2           | 4       | 16 ноября 2003           | 7 декабря 2003           | сентябрь — октябрь 1940    |                |
|       | 3           | 4       | 24 октября 2004          | 14 ноября 2004           | февраль — июнь 1941        |                |
|       | 4 (часть 1) | 2       | 15 января 2006           | 22 января 2006           | март — август 1942         |                |
|       | 4 (часть 2) | 2       | 11 февраля 2007          | 18 февраля 2007          | декабрь 1942 — март 1943   |                |
|       | 5           | 3       | 6 января 2008            | 20 апреля 2008           | апрель 1944 — май 1945     |                |
|       | 6           | 3       | 11 апреля 2010           | 25 апреля 2010           | июль — август 1945         |                |
|       | 7           | 3       | 24 марта 2013            | 7 апреля 2013            | август — сентябрь 1946     |                |
|       | 8           | 3       | 4 января 2015            | 18 января 2015           | октябрь 1946 — январь 1947 |                |

## Первый сезон (2002)
Эпизод 1.1. Немка
Англия, май 1940. В связи с начавшейся войной, в стране царит атмосфера недоверия и подозрительности. Власти интернируют граждан «враждебных государств». Старший суперинтендант Кристофер Фойл арестовывает коррумпированного чиновника, помогавшего военнообязанным уклоняться от призыва на службу. Начинаются бомбёжки гражданских объектов, что способствует возникновению у местного населения антинемецких настроений. Фойл провожает сына Эндрю в учебный лагерь — тот готовится стать военным лётчиком. Главная сюжетная линия эпизода — расследование жестокого убийства жены местного судьи, судетской немки по происхождению. Фойл посещает в госпитале бывшего сержанта полиции Пола Милнера, потерявшего ногу в сражении под Тронхеймом, и предлагает ему работать вместе. После некоторых раздумий Милнер соглашается.
Эпизод 1.2. Белое перо
Гитлеровские войска оккупируют Нидерланды, Бельгию и Францию и в любой момент могут вторгнуться на территорию Англии. Среди местного населения прибрежных областей начинают распространяться панические настроения. Жена Пола Милнера не может примириться с увечьем мужа: её недовольство проявляется вспышками раздражения и колкими замечаниями в адрес супруга. Арестована служащая гостиницы «Белое перо», перерезавшая телефонный провод, ведущий к воинской части. Расследование этого случая саботажа приводит детектива Фойла в логово пронацистского клуба «Пятничный клуб», собрания которого тайно проходят в «Белом пере». Во время одного из таких сборищ в холле неожиданно гаснет свет, после чего звучат три выстрела. Когда свет загорается, оказывается, что застрелена хозяйка гостиницы, тоже принимавшая участие в собрании нацистов. Не ясно, была ли она истинной мишенью убийцы или стала случайной жертвой. Подозреваемыми становятся все постояльцы гостиницы, а также неизвестный, замеченный в ту ночь вблизи места происшествия.
Эпизод 1.3. Урок убийства
В трибунале рассматривается дело молодого мужчины, убеждённого пацифиста, отказавшегося от несения военной службы. Вскоре после вынесения приговора, его обнаруживают повешенным в своей камере. В адрес судьи, председательствовавшего в трибунале по этому делу, начинают поступать угрозы. Также становится известно, что этот судья время от времени демонстрирует вызывающую сомнение в профессиональной чистоплотности пристрастность при определении истинности пацифистских убеждений тех или иных лиц. Однажды утром в летнем домике рядом с особняком судьи раздаётся взрыв, в результате которого погибает 11-летний мальчик. Возникает предположение, что ребёнок стал случайной жертвой этого жестокого преступления, в то время как настоящей мишенью был хозяин усадьбы. В числе подозреваемых судья называет имя молодого человека, который с недавнего времени оказывает знаки внимания его дочери. Детектив Фойл приставляет охрану к судье и его семейству и начинает следственные действия. Спустя короткое время уже сам судья становится жертвой покушения: его застрелили практически в упор несколькими пулями из собственного револьвера. Расследование детектива Фойла приводит к неожиданным результатам.
Эпизод 1.4. День орла
Сын детектива Фойла, Эндрю, возвращается в Гастингс из учебного лагеря. Он получает назначение на местную радиолокационную станцию. В развалинах дома, разрушенного при бомбёжке, обнаруживают труп 42-летнего водителя грузовика, с кухонным ножом в груди и зажатым в руке золотым медальоном. Отец Саманты приезжает навестить дочь и пытается убедить её отказаться от службы в полиции, так как считает такую службу опасной и не достойной девушки. На РЛС происходят таинственные события. В частности, во время одного из учебных полётов идентификатор на борту самолёта оказывается сломанным, что едва не приводит к катастрофе. Спустя несколько дней Эндрю арестовывают по нелепому обвинению в заговоре. Детективу Фойлу становится известно о моральной нечистоплотности офицеров РЛС. В это же время поступает сообщение об ещё одном убийстве: жертвой становится начальник Эндрю Фойла, капитан Грэм.

## Второй сезон (2003)
Эпизод 2.1. Пятьдесят кораблей
Сентябрь 1940 года. На побережье находят труп местного торговца скобяным товаром Ричарда Хантера, алкоголика, отца одного из пожарных, подозреваемых в мародёрстве. В обойме обнаруженного в руке жертвы пистолета не хватает двух пуль, поэтому версия о самоубийстве представляется старшему суперинтенданту Фойлу сомнительной. Также становится известно, что накануне Хантер встречался со своим старым университетским приятелем, гостящим в Гастингсе влиятельным американским миллионером Пейджем, и просил у него деньги. В те же дни исчезает фоторепортёр местной газеты — его автомобиль со следами борьбы обнаруживают на пустынной загородной дороге. Неожиданным образом помощь в расследовании приходит со стороны задержанного в городе иностранца, которого обвиняют в шпионаже.
Эпизод 2.2. Один из лучших
Компетентным органам становится известно о происходящих на топливном складе хищениях бензина — пропадает около трёх процентов продукции. В качестве агента под прикрытием на предприятие отправляют Саманту Стюарт: ей предстоит водить грузовик с горючим и собирать информацию. У Эндрю Фойла и его лучшего друга Рэкса, тоже лётчика, романтические отношения с двумя девушками, Конни и Вайолит, работницами того же топливного склада. Однажды утром Конни находят убитой в собственном доме. Под подозрение попадают сразу несколько человек, включая Эндрю, — он был последним, кто видел девушку живой, так как накануне вечером провожал её домой.
Эпизод 2.3. Военные игры
Октябрь 1940 года. Из окна высотного здания в Лондоне выпадает и разбивается насмерть секретарша одной из крупнейших в Англии компаний пищевой промышленности. Вскоре после этого неизвестный проникает в загородный дом владельца этой компании, Реджинальда Уокера, и вскрывает сейф в кабинете бизнесмена. Однако хозяин особняка заявляет прибывшему на место происшествия Фойлу, что из сейфа ничего не пропало. Спустя несколько дней, во время военных учений, проходивших на земле Реджинальда Уокера, погибает ополченец Гарри Маркхэм, живший в этой же местности вор-взломщик, всего двумя месяцами ранее вышедший из тюрьмы. Детективу Фойлу становится также известно, что компания Уокера, несмотря на законодательный запрет, продолжала вести торговые переговоры с представителями Третьего рейха, и что имеется некий секретный договор о намерениях, огласка которого могла бы сильно навредить Реджинальду Уокеру и его сыну.
Эпизод 2.4. Крысиная нора
В одном из городков на южном побережье совершено хищение крупной партии продовольствия. Во время побега с места преступления один из грабителей получает ранение и позднее умирает. В связи с начавшимися бомбардировками Лондона многие состоятельные жители столицы переезжают в сельскую местность. И даже после того как интенсивность бомбовых ударов снизилась, они не торопятся возвращаться домой. За эту чрезмерную осторожность лондонцев, у которых, по выражению детектива Фойла, «денег больше, чем совести», считают трусами, а их загородные убежища — гостиницы и пансионаты — презрительно называют «крысиными норами». Один из таких пансионатов становится сценой для интриг между постояльцами, обмана, краж и неприкрытого шантажа. Здесь же в качестве подсобного рабочего числится юноша по имени Дэниэл Паркер, участник ограбления склада с продовольствием. В результате неудачной вынужденной посадки Эндрю Фойл получает незначительное ранение и во время своего недельного отпуска сближается с Самантой — они начинают встречаться. Детектива Фойла отстраняют от работы на неопределённый срок по явно надуманному обвинению в «публичном выражении недовольства и формировании негативного общественного мнения в военное время». Расследованием преступлений в Гастингсе и окрестностях теперь будут заниматься сержант Милнер и временно замещающий Фойла инспектор Колиер.

## Третий сезон (2004)
Эпизод 3.1. Французский бросок
Февраль 1941. Одна из операций Управления специальных операций (УСО) в Северной Франции заканчивается неудачей: парашютист-диверсант погибает сразу после приземления. У руководителей организации возникает предположение, что в организации завёлся «крот», а сама организация подвергается растущей критике со стороны правительства. Старшему суперинтенданту Фойлу хочется вносить больший вклад в борьбу с врагом. Он получает предложение о переводе в Ливерпуль, во вновь создаваемый командный центр ВМФ. Тем временем в Гастингсе происходит очередное чрезвычайное событие: после ночного взрыва в одной из лавок найден труп неизвестного. По странному стечению обстоятельств, рядом расположен склад местного коммерсанта Джека Феннера, который ранее был замечен в спекуляции дефицитными товарами. У следствия три версии: суицид, убийство и несчастный случай. Улик — никаких. Единственная зацепка — найденные у жертвы дорогие золотые часы. Вскоре выясняется, что погибший приходится сыном высокопоставленному чиновнику из оборонного ведомства — генералу Джайлсу Мэссинджеру, и что его отношения с отцом не были простыми. Расследование приводит детектива Фойла на секретную тренировочную базу УСО.
Эпизод 3.2. Вражеский огонь
В госпитале, который размещён в реквизированном командованием ВВС частном особняке, регулярно происходят незначительные акты саботажа и несчастные случаи: кто-то портит и ворует лекарства, приводит в негодность постельное бельё и выводит из строя больничное оборудование, а однажды с крыши на припаркованный у входа автомобиль с людьми сталкивают массивную каменную статую. Вследствие небрежной халатности авиамеханика Гордона Дрейка получает сильные ожоги лица и рук сослуживец и лучший друг Эндрю Фойла, 19-летний пилот Гревилл Вудс. Кроме того, становится известно, что Гордон жестоко избивает свою жену и тайно навещает супругу военного хирурга Брайана Ренна. Поэтому, когда однажды утром Дрейка обнаруживают убитым рядом с собственным домом, у Фойла появляются основания подозревать в этом преступлении сразу нескольких человек, включая собственного сына.
Эпизод 3.3. Они сражались в полях
Апрель 1941 года. Захвачены в плен два пилота сбитого немецкого бомбардировщика, ещё двое военнослужащих, находившихся на борту, погибли при приземлении. Детектив Фойл обращает внимание на то, что вместо трёх человек в экипаже самолёта оказалось четверо. Обнаружен застреленным хозяин одной из ферм, Хью Джексон. Кто-то пытается представить случившееся самоубийством, хотя старшему суперинтенданту Фойлу с первого взгляда ясно, что речь идёт об убийстве. Жена фермера много лет назад сбежала с сезонным рабочим, а сын погибшего проходит военную службу в части неподалёку. На ферме также трудятся две девушки, призванные в т. н. земледельческую армию. У одной из них романтические отношения с сыном хозяина фермы. На следующее утро после гибели Хью Джексона рядом с местом крушения самолёта находят ещё одного немецкого парашютиста: приземляясь, он получил ранения, но остался жив. Кобура парашютиста пуста — личное оружие отсутствует.
Эпизод 3.4. Война нервов
Июнь 1941 года. Старшему суперинтенданту Фойлу поручают установить наблюдение за прибывшим в Гастингс активистом левого движения Рэймондом Картером, которого подозревают в подрывной деятельности. Тем временем на местной судостроительной верфи происходят хищения стройматериалов, причём владельцы предприятия, братья Тэлбот, отказываются признавать эти пропажи. Во время обезвреживания неразорвавшейся авиационной бомбы, упавшей на заброшенный склад, сапёры обнаруживают крупную сумму денег. Будучи не в силах побороть соблазн, они помещают деньги внутрь бомбы и увозят с собой. Однако вечером того же дня неизвестные похищают одного из сапёров, подвергают его пыткам и в конце концов убивают. При осмотре места падения авиабомбы сержант Милнер находит остатки взрывчатки и другие признаки того, что бомбу разбирали прямо на складе. А детектив Фойл, побеседовав с братьями Тэлбот и, позже, с местным профсоюзным лидером, обращает внимание на несовпадение количества сотрудников, реально работающих на судоверфи, — и числящихся на предприятии официально. Становится понятно, что речь идёт о крупномасштабном мошенничестве, организованном владельцами верфи.
В конце эпизода левый активист Рэймонд Картер сообщает Фойлу и его коллегам: «Прекрасная новость! Нацисты напали на Россию. Черчилль обещал помощь Сталину, значит, теперь мы на одной стороне. Уверен, война скоро закончится». Присутствующие поднимают бокалы за победу к началу нового, 1942 года.

## Четвёртый сезон (2006)
Эпизод 4.1. Вторжение
Март 1942 года. Бесцеремонность американских пехотинцев из состава прибывающих на южное побережье экспедиционных войск вызывает определённую враждебность по отношению к ним со стороны местного населения. Фермер Дэвид Баррет возмущён, что на его земле, реквизированной правительством для военных нужд, американцы собираются построить аэродром: он встречает автомобильную колонну союзников с ружьём в руках и даже стреляет в один из джипов. Во время пожара в собственном доме погибает бывший сослуживец сержанта Милнера Уильям Грэйсон, несколькими днями ранее приехавший из части в краткосрочный отпуск. Барменша Сьюзен Дэвис найдена задушенной во время вечеринки в здании старой школы — месте дислокации американской части. Среди подозреваемых в преступлении — встречавшийся с девушкой в последнее время рядовой Джеймс Тэйлор; Алан Картер, в баре которого работала убитая и где осуществлялись противозаконные операции с алкоголем; а также бывший парень Сьюзен, моряк Бэн Баррет, только что вернувшийся домой на побывку после длительного отсутствия.
Эпизод 4.2. Плохая кровь
Август 1942 года. На военной базе проходят эксперименты с биологическим оружием. Во время транспортировки теряют труп одной из овец, погибших от сибирской язвы: он выпадает из грузовика прямо на дорогу. В районе, расположенном рядом с местом инцидента, начинается эпидемия: погибает скот, заражаются люди. Молодого человека по имени Мартин Эшфорд, квакера, проходящего альтернативную службу на ферме, обвиняют в убийстве героя войны, моряка Тома Дженкинса. Старшая сестра Мартина Идит Эшфорд, подруга детства сержанта Милнера, уверена в невиновности брата и обращается к старшему суперинтенданту Фойлу за помощью. В то же время в лесу неподалёку обнаруживают ещё один труп: убита молодая женщина Джоана Чаплин, о которой известно, что она занималась проституцией в порту Дувра. Американский пехотинец Джо Фарнэтти делает предложение Саманте Стюарт. Девушка просит Джо не торопить её с ответом, а несколько дней спустя попадает в госпиталь с симптомами сибирской язвы.

## Четвёртый сезон (2007)
Эпизод 4.3. Суровая зима
Декабрь 1942 года. Во время взрыва на заводе боеприпасов погибает молодая работница Грейс Филипс. Управляющий производством пытается представить этот инцидент простым следствием нарушения техники безопасности. Однако в ходе расследования, предпринятого детективом Фойлом, всплывают факты вовлечённости Грейс в кражи со склада взрывчатых веществ и попытки неизвестного скрыть эти факты. После двухлетнего отсутствия в город возвращается жена сержанта Милнера Джейн. Она пытается наладить отношения с мужем, но он сообщает ей, что встречается с другой женщиной — Идит Эшфорд — и не намерен возвращаться к прежней жизни. Встреча Милнера с женой в холле гостиницы заканчивается ссорой, свидетелями которой становятся посетители и служащие кафе. В тот же вечер Джейн убивают, ударив камнем по голове в безлюдном переулке. Никто не верит в причастность к этому преступлению сержанта Милнера, однако обнаруженные улики указывают именно на него. Также становится известно, что Джейн была хорошо знакома с погибшей на заводе девушкой.
Эпизод 4.4. Жертвы войны.
Март 1943 года. В Гастингс неожиданно приезжает Лидия Николсон, крестница Фойла, которую он не видел около десяти лет. Девятилетний сын Лидии Джеймс некоторое время назад пережил бомбёжку — остался жив, но вследствие испытанного потрясения перестал разговаривать. Таинственный постоялец заброшенного особняка, называющий себя пацифистом, нанимает юных братьев Морганов, Фрэнка и Тэрри, для проведения диверсий: они осуществляют ряд поджогов на стратегических объектах и готовятся произвести взрыв на военной базе, где проходят испытания секретного оружия — «прыгающей бомбы». Сержанту Милнеру поручено расследовать деятельность нелегальных игорных заведений, сеть которых разворачивается на южном побережье. Однажды ночью на территории военной базы звучит выстрел, а на следующее утро в лесу неподалёку обнаруживают труп Майкла Ричардса, мужа сотрудницы секретного исследовательского центра. Известно, что Ричардс регулярно посещал подпольное казино и был должен его организаторам крупную сумму денег.
В конце эпизода, будучи, как он считает, не в состоянии защитить правосудие от вмешательства вышестоящих начальников и политики, детектив Фойл подаёт прошение об отставке.

## Пятый сезон (2008)
Эпизод 5.1. План атаки
Апрель 1944 года. Ушедший в отставку детектив Фойл занят написанием мемуаров о деятельности полицейского участка Гастингса в годы войны. Теперь расследованиями правонарушений в городе и окрестностях руководит заменивший его суперинтендант Джон Мередит. Раскрываемость преступлений на южном побережье за последний год снизилась, в то время как криминальная обстановка ухудшилась: процветают спекуляция, рэкет и воровство из государственных фондов. Суперинтендант Мередит обеспокоен проходящей в Гастингсе церковной конференцией и во время встречи с епископом Френсисом Вудом в жёсткой манере предостерегает его воздержаться от публичной проповеди ненасилия, так как считает, что подобные высказывания из уст священнослужителей накануне готовящихся масштабных операций союзников против гитлеровских войск способны подорвать моральное состояние граждан и их волю к победе. В лесу находят повешенным картографа Генри Скотта, а в кармане его куртки — секретную фотографию объекта, расположенного на территории Германии. Ряд улик указывают на то, что происшедшее не было самоубийством. Становится также известно, что Генри был психически неуравновешенным человеком и остро переживал свою, пусть косвенную, причастность к гибели людей во время авиаударов по немецким военным целям. В один из вечеров сержант Милнер становится объектом покушения со стороны неизвестных — в него стреляют. Однако пуля случайным образом попадает в Мередита и наносит ему смертельное ранение. Учитывая весь драматизм сложившейся ситуации, Кристофер Фойл принимает решение вернуться на службу в полиции.
Эпизод 5.2. Сломленные души
Октябрь 1944 года. В военном реабилитационном центре убит молодой психиатр Джулиан Уорт. Старшему суперинтенданту Фойлу становится известно, что Уорта недолюбливали коллеги и пациенты, а совсем недавно он опубликовал статью, в которой, вопреки врачебной этике, использовал информацию из историй болезни пациентов центра. В убийстве начинают подозревать доктора Йозефа Новака, еврея-иммигранта из Польши, семья которого — жена и дочь — пребывает в фашистском концентрационном лагере. Доктор Новак накануне публично выказал раздражение поступком молодого коллеги и произнёс в его адрес слова угрозы, а на следующий день после гибели Джулиана Уорта предпринял попытку покончить с собой. В окрестностях Гастингса скрывается сбежавший из Лондона 15-летний подросток Томми Крукс: его мать погибла во время бомбёжки — и теперь он ненавидит немцев и не желает возвращаться домой. Фермер Фрэд Доусон, вернувшийся домой после пятилетнего пребывания в фашистском плену, подозревает свою жену Роуз в супружеской неверности. Вскоре между Фрэдом и работавшим на его ферме военнопленным из Германии Иоганном Шульцем происходит серьёзная ссора, а на следующий день труп Иоганна со следами насилия обнаруживают в озере неподалёку.
Эпизод 5.3. Всё ясно
Начало мая 1945 года. На южном побережье царит атмосфера всеобщего воодушевления: население прибрежных городов готовится праздновать приближающуюся Победу. Однако, когда убивают одного из членов комитета городского совета Гастингса, доктора Генри Зиглера, а другой член комитета, Марк Гриффитс, позже в тот же день сводит счёты с жизнью, подготовку к торжествам приходится отложить — теперь детективу Фойлу предстоит заняться своими прямыми обязанностями. Расследование приводит Фойла в Лондон, где ему, воспользовавшись своими личными связями в военной разведке, удаётся раздобыть информацию о строго засекреченной десантной операции союзных войск годичной давности, в ходе которой погибли более семисот военнослужащих. Также становится известно о причастности к трагедии Марка Гриффитса, который в то время служил в войсках связи и допустил халатность на боевом посту.

## Шестой сезон (2010)
Эпизод 6.1. Русский дом
Июнь 1945 года. Во время транспортировки удаётся сбежать воевавшему на стороне Германии русскому военнопленному из Грузии Ивану Спиакову. Его поимку поручают Фойлу, как человеку, хорошо знакомому с местностью в окрестностях Гастингса. В то же время в собственном доме застрелен местный художник сэр Леонард Спенсер-Джоунз. Под подозрением — целый ряд лиц: вернувшийся с войны и рассчитывавший получить место у сэра Леонарда Том Брэдли; сын Спенсера-Джоунза, начинающий политик-лейборист Морис Джоунз, с которым у сэра Леонарда были натянутые отношения и которого он собирался лишить наследства; а также ещё один военнопленный из России — 17-летний Николай Владченко, работавший в имении художника садовником и опасавшийся принудительной репатриации на родину. Известно, что Николай нравился сэру Леонарду и последний даже вынашивал планы его усыновления. Этими планами незадолго до смерти Леонард Спенсер-Джоунз поделился со своим приятелем-адвокатом Уолтером Хардиманом, а тот посвятил в них Мориса. Расследование приводит детектива Фойла в Лондон, где деятельность так называемого Русского дома — штаб-квартиры «белого» движения — таинственным образом переплетается с секретными операциями английских спецслужб по высылке из страны русских военнопленных. В Лондоне Саманта знакомится с земляком из Гастингса, молодым человеком по имени Адам Уэнрайт, который недавно унаследовал небольшую гостиницу на южном побережье, и соглашается помочь ему в ведении бизнеса.
Эпизод 6.2. Убивая время
Июль 1945 года. В пансионате Адама Уэнрайта, где теперь работает Саманта Стюарт, среди прочих постояльцев проживает молодая женщина по имени Мэнди Дин. Расовые предрассудки мешают окружающим, включая мать Мэнди и её только что вернувшегося из армии парня, Тома Даггана, принять факт рождения Мэнди ребёнка от военнослужащего из США Гейба Кэлли, африканца по происхождению. Сам Гейб испытывает постоянное давление со стороны своих белых сослуживцев, а однажды, после вечеринки в клубе, его сильно избивают. Тем временем на лесной дороге под Гастингсом происходят однотипные ограбления состоятельных граждан: под угрозой оружия у них отбирают ценные вещи. Аппетиты бандитов растут — и вот уже совершено нападение на кассира американской военной базы: похищено месячное жалование части. Развитие событий достигает своей кульминации, когда после подпольного боксёрского поединка, в котором участвовал Том Дагган, в лесу неподалёку от базы обнаруживают труп Мэнди Дин. В преступлении пытаются обвинить Гейба Кэлли, но Фойлу быстро становится ясно, что в этом деле замешаны совсем иные лица.
Эпизод 6.3. Тайное убежище
Война окончена. Старший суперинтендант Кристофер Фойл, наконец, уходит в отставку. Тем не менее, он не ощущает себя пенсионером и собирается уладить кое-какие незавершённые в прошлом дела. Фойл намерен отправиться в США, где находится избежавший наказания за преступление, совершённое в годы войны, бизнесмен Говард Пейдж (эпизод «Пятьдесят кораблей»), и попытаться привлечь его к ответственности. Однако незадолго до отъезда в Америку детектив Фойл обращает внимание на готовящийся судебный процесс над молодым англичанином, Джеймсом Деверо, которого обвиняют в государственной измене за согласие воевать на стороне нацистов в составе так называемого Британского корпуса, и решает задержаться на родине, чтобы принять посильное участие в этом процессе. Тем временем детектив Милнер начинает следствие по делу убитой в Брайтоне девушки по имени Агнес Литлтон, которая работала секретаршей у сэра Чарльза Деверо, потомственного аристократа и бывшего члена парламента. По стечению обстоятельств сэр Чарльз является отцом обвинённого в предательстве английского солдата, поэтому профессиональные пути бывших сослуживцев — детективов Фойла и Милнера — опять пересекаются.

## Седьмой сезон (2013)
Эпизод 7.1. Кольцо вечности
1945 год. В США, на территории военного полигона в штате Нью-Мексико, проходят первые испытания ядерного оружия. Год спустя, в 1946, МИ-5 просит только что вернувшегося из служебной поездки в США инспектора Фойла помочь секретной службе в расследовании деятельности советской шпионской сети «Кольцо вечности». Руководители МИ-5 считают, что в данной ситуации полицейские методы, которыми мистер Фойл владеет в совершенстве, были бы наиболее эффективными. В деле присутствует также и личный мотив: бывшего водителя инспектора Фойла Саманту Уэнрайт (в девичестве — Стюарт), работающую сейчас в качестве ассистента у профессора Фрейзера, тоже подозревают в причастности к шпионской деятельности. Супруг Саманты, молодой перспективный политик Адам Уэнрайт, рассчитывает попасть в Парламент от лейбористской партии. Ещё один бывший сослуживец мистера Фойла, констебль Фрэнк Шоу, переживает трудности адаптации к мирной жизни после участия в военных действиях и пребывания в плену. Инспектор Фойл успешно проводит порученное ему расследование и получает от руководителей МИ-5 предложение о сотрудничестве с секретной службой на постоянной основе.
Эпизод 7.2. Клетка
Три бывших советских агента, сотрудничавших с разведкой Соединённого Королевства, убиты в течение короткого периода времени. Саманта Уэнрайт, которая теперь работает в МИ-5 в качестве помощницы инспектора Фойла, получает задание подготовить досье на всех, кто контактировал с каждым из перебежчиков накануне их смерти. Супруг Саманты, Адам Уэнрайт, в ходе избирательной кампании знакомится с матерью пропавшей несколько дней назад Эвелин Грин и обещает помочь в её поисках. Позднее имя Эвелин Грин неожиданно всплывает при расследовании утечки секретной информации в МИ-5. Заинтересовавшись расположенным неподалёку таинственным военным объектом, инспектор Фойл выясняет, что на его территории нелегально удерживаются фактически похищенные граждане, на которых отрабатываются экспериментальные методики допроса, и что к этой противоправной деятельности имеют отношение некоторые высокопоставленные сотрудники МИ-5. Эпизод заканчивается победой Адама Уэнрайта на выборах в Парламент.
Эпизод 7.3. Подсолнух
Бывший нацистский офицер Карл Штрассер живёт в послевоенном Лондоне и работает в одном из университетов преподавателем по курсу изобразительного искусства. Он находится под защитой британских спецслужб как носитель ценной разведывательной информации, главным образом — о советских шпионских сетях. В последнее время Карл замечает за собой слежку, а также получает от неизвестных лиц таинственные сигналы-предупреждения — телефонные звонки, боевой патрон и цветок подсолнуха — и расценивает происходящее в качестве угрозы собственной безопасности. Инспектору Фойлу поручают изучить эти случаи и рассеять или подтвердить подозрения профессора. Позднее мистеру Фойлу становится известно об участии Карла Штрассера в операции СС под кодовым названием "Подсолнух"в 1944-м году в Северной Франции, в ходе которой погибли военнослужащие Англии и США. Представитель американской разведки требует от МИ-5 передать им бывшего нациста, но последний вскоре погибает в результате взрыва гранаты, установленной в его автомобиле. Подозрение в убийстве профессора падает на Томаса Нельсона, единственного выжившего после операции «Подсолнух» британского военнослужащего, который собирался отомстить Карлу за свою инвалидность и гибель боевых товарищей. В результате следственных действий инспектору Фойлу, в конце концов, удаётся доказать, что гибель Штрассера была не более чем умелой инсценировкой с целью избежать передачи бывшего офицера СС властям США.

## Восьмой сезон (2015)
Эпизод 8.1. Высокий замок
1946 год. В парке находят труп Уильяма Ноулза, профессора Лондонского университета. В самом начале расследования инспектор Фойл выясняет, что убитый принимал участие в Нюрнбергском процессе над нацистскими преступниками в качестве переводчика и что предметом научного интереса профессора являлось становление нацизма в Германии начала 20-го века. Когда становится известно, что в Нюрнберге в распоряжение Ноулза попали фотографии, компрометирующие сотрудничавших с Рейхом крупных бизнесменов, инспектор Фойл понимает, что у последних имелись веские причины устранить профессора. Тем временем в Нюрнберге, прямо в тюремной камере, убивают находившегося под следствием немецкого промышленника Германа Линца, который тоже мог бы пролить свет на связи бизнесменов с нацистами и их совместные преступления, в частности — использование рабского труда узников концлагерей на предприятиях военно-промышленного комплекса и нелегальное снабжение гитлеровской Германии товарами стратегического значения, произведенными в Великобритании. Нити обоих преступлений тянутся к Клейтону Делмару, амбициозному владельцу крупной нефтяной корпорации, имеющей глобальный интерес на Ближнем и Среднем востоке.
Адам Уэнрайт продолжает заниматься активной общественной деятельностью: он пытается отстоять права женщин, в военное время заменивших на производстве ушедших на фронт мужчин, а теперь, когда мужчины вернулись домой, теряющих свои рабочие места. Адам также считает, что его супруга должна оставить работу, чтобы готовиться к предстоящему материнству, однако у Саманты собственное мнение на этот счёт — она бросать службу не собирается.
Эпизод 8.2. Посягательство
Июль 1946. В результате организованного радикальной еврейской организацией взрыва в гостинице «Царь Давид» в Палестине погибают десятки мирных граждан — главным образом арабов, евреев и британцев. В те же дни в Лондоне, на университетском кампусе, жестоко избивают студента еврейского происхождения, сына преуспевающего бизнесмена Дэвида Вулфа, убеждённого сторонника создания на территории Палестины независимого еврейского государства. Спустя несколько дней неизвестные убивают Дэвида Вулфа в собственном доме. В ходе следствия инспектор Фойл выясняет, что бизнесмен использовал свои активы и влияние для переправки беженцев из Европы в Палестину. Антисемитскими настроениями в обществе пытаются воспользоваться как местные неофашисты, так и националистически ангажированные арабские и еврейские экстремисты, вовлечённые в зарождающийся палестинский конфликт. Кроме прочего, секретной службе приходится противостоять некоторым нечистоплотным сотрудникам Министерства иностранных дел, осуществляющим несанкционированные тайные операции.
Эпизод 8.3. Элиза
Совершено покушение на коллегу инспектора Фойла, Хильду Пирс, — неизвестный стрелял в неё прямо у входа в здание МИ-5. В ходе расследования становится известно, что во время войны миссис Пирс была причастна к непрофессиональным и циничным действиям британских спецслужб, в результате которых девять агентов SOE были умышленно отправлены в тыл противнику на верную смерть. Среди этих агентов оказалась и Софи Корриган (Элиза), за гибель которой пытался отомстить её старший брат Майлз.
В основе эпизода лежит реальная операция германской разведки NordPol 1942-43 годов, успех которой был обусловлен ошибками в работе голландской секции SOE в Лондоне. Тогда радиопереговоры с британской разведкой от имени голландского сопротивления вели контролировавшие его немецкие спецслужбы. Как следствие, сброшенные с парашютами в Нидерландах более чем 50 агентов сразу же попали в руки противника и после допросов были казнены.
Второстепенная сюжетная линия отражает борьбу МИ-5 с масштабными спекуляциями дефицитным товаром на чёрном рынке Лондона. В эту борьбу оказывается втянутым и начинающий политик Адам Уэнрайт.